# Rp過程
rp過程(rp かてい,高速陽子捕獲過程 英: rapid proton capture process) は、種核種に連続的に陽子が捕獲され重元素を作り出す過程である.これは元素合成過程であり、 s過程やr過程とともに宇宙に存在する重元素の生成にかかわっている。しかしながら、他の元素合成過程とは、他の過程が中性子に富む側の安定性が問題になるのに対し、陽子に富む側の安定性が問題になる点がかなり違っている。rp過程の終了点(生成することの出来る最重元素)は良くわかっていないが最近の中性子星に関する研究により、テルルより先へ反応が進まないことがわかっている。 rp過程は、アルファ崩壊によって制約され、より軽いテルルの同位体がアルファ崩壊するかも知れないが、観測されている最も軽いアルファ崩壊核種である105Te, が上限と考えられている

## 条件
この過程は、陽子が大きなクーロン障壁を核反応を起こせるだけ程度に越えることの出来るように非常に高温な環境で起きる(1×109 K以上) 水素に富んだ環境も大きな陽子束が必要なため前提となる。この反応に必要な種核種は熱いCNOサイクルにおいて形成されると考えられている。rp過程での陽子捕獲で多いものは、水素に富んだ環境はヘリウムも多いと考えられるため、 (α,p) 反応と競合する。rp反応の時間スケールは弱い相互作用は反応が起きる温度では強い相互作用や電磁相互作用よりも非常に遅いため陽子ドリップライン への近さ、もしくは陽電子放出によって律される。

## 起き得る場所
rp過程の起きる場所として考えられているのは、片方が中性子星の連星系で降着の起きているところである。そのような場所では、片方の星の物質が縮退した中性子星に降着している。降着物質は多くの場合水素とヘリウムに富んでいる。中性子星は強い重力場を持っているため、その物質は高速度で縮退星に落ち込み、通常その途中で互いに衝突し、降着円盤を形成する。その表面に徐々に降り積もるとそれは高い温度を帯び大抵1×108 K に達する。最終的に、この高い温度の雰囲気に於いては熱核的な不安定を起こすと考えられており、水素とヘリウムの熱核爆発を起こすまで上昇すると考えられている。熱核爆発が起きると、温度は急激に上昇し、rp過程が起きるのに十分な温度に達する。最初のヘリウムと水素の爆発が1秒程度しか持続しないのに対し、rp過程は大抵100秒ぐらいかかる。結局、rp過程はX線バーストの終りの方として観測される。